# Orecchia di Lepre
L'Orecchia di Lepre (3.257 m s.l.m. - Hasenöhrl in tedesco) è una montagna del Gruppo Ortles-Cevedale nelle Alpi Retiche meridionali. Si trova in Alto Adige tra la Val Venosta e la Val d'Ultimo.